# Ruska državna knjižnica
Ruska državna knjižnica (rus. Российская государственная библиотека) nacionalna je knjižnica Rusije, smještena u Moskvi. Najveća je u zemlji i peta na svijetu po zbirci knjiga (17,5 milijuna). Zvala se Lenjinovom državnom knjižnicom SSSR-a od 1925. godine, dok nije 1992. preimenovana u Rusku državnu knjižnicu.
Knjižnica ima preko 275 km polica s više od 43 milijuna predmeta, uključujući preko 17 milijuna knjiga i serijskih tomova, 13 milijuna časopisa, 350 tisuća glazbenih i zvučnih zapisa, 150 tisuća mapa i dr. Postoje predmeti na 247 jezika svijeta, strani dio predstavlja oko 29 posto cjelokupne kolekcije.
Između 1922. i 1991. najmanje jedan primjerak svake knjige objavljene u SSSR-u pohranjen je u knjižnici, praksa koja se nastavlja na sličan način i danas, a knjižnica je određena kao zakonska depozitna knjižnica.
Osnovana je 1. srpnja 1862. godine, kao prva besplatna javna knjižnica u Moskvi pod nazivom Knjižnica moskovskog javnog muzeja i Muzej Rumjančevskog, ili Knjižnica Rumjančevskog. Muzej Rumjančevskog, kao dio kompleksa, bio je prvi javni muzej u Moskvi i u njemu se nalazila umjetnička zbirka grofa Nikolaja Petroviča Rumjančevskog, koja je poklonjena ruskom narodu i prenijeta iz Sankt Peterburga u Moskvu. Njegova donacija obuhvaćala je sve knjige i rukopise, kao i obilnu numizmatičku i etnografsku kolekciju. Taj sadržaj, kao i približno 200 slika i više od 20 000 otisaka, koji su izabrani iz kolekcije Ermitaža u Sankt Peterburgu, mogli su se vidjeti u takozvanoj Paškovoj kući (palača, uspostavljena između 1784. i 1787. godine, u blizini Kremlja). Ruski car Aleksandar II. poklonio je sliku „Pojava Krista pred narodom” Aleksandra Andrejeviča Ivanova za otvaranje muzeja.
Nakon Oktobarske revolucije, sadržaj je ponovo izuzetno porastao i nedostatak prostora ponovo je postao hitan problem. Pojavili su se i akutni financijski problemi, jer se veći dio novca za financiranje Muzeja slivao u Puškinov muzej, koji je bio završen tek prije nekoliko godina i koji je preuzeo ulogu Muzeja Rumjančevskog. Zbog toga je 1925. godine odlučeno da se Muzej Rumjančevskog raspusti i njegove kolekcije rašire po drugim muzejima i institucijama u zemlji. Dio kolekcija, naročito zapadnoeuropske umjetnosti i antikviteta, prenijet je stoga u Puškinov muzej. Paškova kuća (u ulici Mohovaja 3) preimenovana je u Staru zgradu Ruske državne knjižnice. Stara zgrada državnoga arhiva na uglu ulica Mohovaja i Vozdvizenke ulice je srušena i zamijenjena novim zgradama.
Izgradnja prve faze, koju su projektirali Vladimir Ščuko i Vladimir Gelfreih 1927. – 1929., odobrena je 1929., a započeta 1930. Prva je faza uglavnom bila završena 1941. godine. U tom procesu zgrada je dobila modernizirane vanjske odlike neoklasicizma Palače Sovjeta (čiji su dizajneri također Ščuko i Gelfreih), odstupajući od strogog modernističkoga nacrta iz 1927. godine. Posljednja komponenta Ščukovog plana, čitaonica s 250 mjesta, otvorena je 1945. godine; dalja dopuna nastavljena je do 1960. Godine 1968., zgrada je dostigla svoj kapacitet, a knjižnica je započela izgradnju novog skladišta u Himkiju, namijenjenog za skladištenje novina, znanstvenih djela i knjiga s malim zahtjevima iz glavnih skladišnih prostora. 
Godine 1925. kompleks je preimenovan u Državnu knjižnicu SSSR-a V. I. Lenjina. Godine 1992., po ukazu predsjednika Borisa Jeljcina, preimenovana je u Rusku državnu knjižnicu.

## Galerija
- Unutrašnjost
- Kip Dostojevskoga
- Ikona iz 14. stoljeća
- Ispred Knjižnice